# Rezerwat przyrody Małe Gołoborze
Rezerwat przyrody Małe Gołoborze – leśny rezerwat przyrody na terenie Jeleniowskiego Parku Krajobrazowego w gminie Waśniów, w powiecie ostrowieckim, w województwie świętokrzyskim.
Rezerwat znajduje się na obszarze leśnictwa Szczytniak, nadleśnictwa Łagów, w gminie Waśniów. Jest on rezerwatem leśnym utworzonym zarządzeniem Ministra Ochrony Środowiska, Zasobów Naturalnych i Leśnictwa z dnia 31 grudnia 1993 roku. Obejmuje fragment głównego grzbietu Pasma Jeleniowskiego, jego północne zbocza oraz górną część dolinki, która rozdziela dwa boczne ramiona odchodzące na północ od głównego grzbietu.
Utworzony został dla ochrony walorów krajobrazowych najciekawszego fragmentu Pasma Jeleniowskiego, doliny posiadającej w dnie wychodnie skał kambryjskich, niewielkiego (0,25 ha) głazowiska – gołoborza zbudowanego z piaskowców kwarcytowych wieku kambryjskiego oraz otaczającego je lasu z drzewostanem bukowym z udziałem jodły i buka (w wieku 50–130 lat).
Dobrze rozwinięty podszyt złożony z buka, jawora, jodły, grabu oraz jarzębiny i leszczyny wykazuje tendencję do sukcesywnego opanowywania głazowiska, którego przestrzenie między głazami wypełnia gleba. Z roślin chronionych i rzadko spotykanych występują tu m.in.: żywiec gruczołowaty, nerecznica szerokolistna, tojeść gajowa, kokoryczka okółkowa, kopytnik pospolity i bluszcz pospolity. Rezerwat jest udostępniony do zwiedzania. Przy jego południowej granicy przebiega fragment  Głównego Szlaku Świętokrzyskiego im. Edmunda Massalskiego z Gołoszyc do Kuźniaków.
- Powierzchnia: 21,58 ha[2] (akt powołujący podawał 20,44 ha)
- Rok utworzenia: 1994
- Dokument powołujący: Zarządz. MOŚZNiL z 31.12.1993; M.P. z 1994 r. nr 5, poz. 38
- Numer ewidencyjny WKP: 049
- Charakter rezerwatu: częściowy
- Przedmiot ochrony: zróżnicowany morfologicznie obszar (grzbiety, zbocza, doliny górskie, zarośnięte blokowisko skalne) – dawne gołoborze, wychodnie interesujących skał kambru z przejawami mineralizacji hematytowej